# Lista de singles número um na Gaon Digital Chart em 2015
Esta é uma lista de canções que atingiram o número um da tabela musical Gaon Digital Chart em 2015. A lista é publicada pela Gaon Music Chart em periodicidade semanal (com dados coletados de domingo a sábado), mensal e anual. A lista refere-se a um gráfico que classifica as canções com o melhor desempenho na Coreia do Sul. Os dados são coletados pela Korea Music Content Association. A Digital Chart classifica as canções de acordo com a sua performance pela Gaon Streaming, downloads, BGM e celular.
Abaixo estão listados os singles que alcançaram as melhores posições nas paradas semanais e mensais do ano vigente:

## Histórico semanal

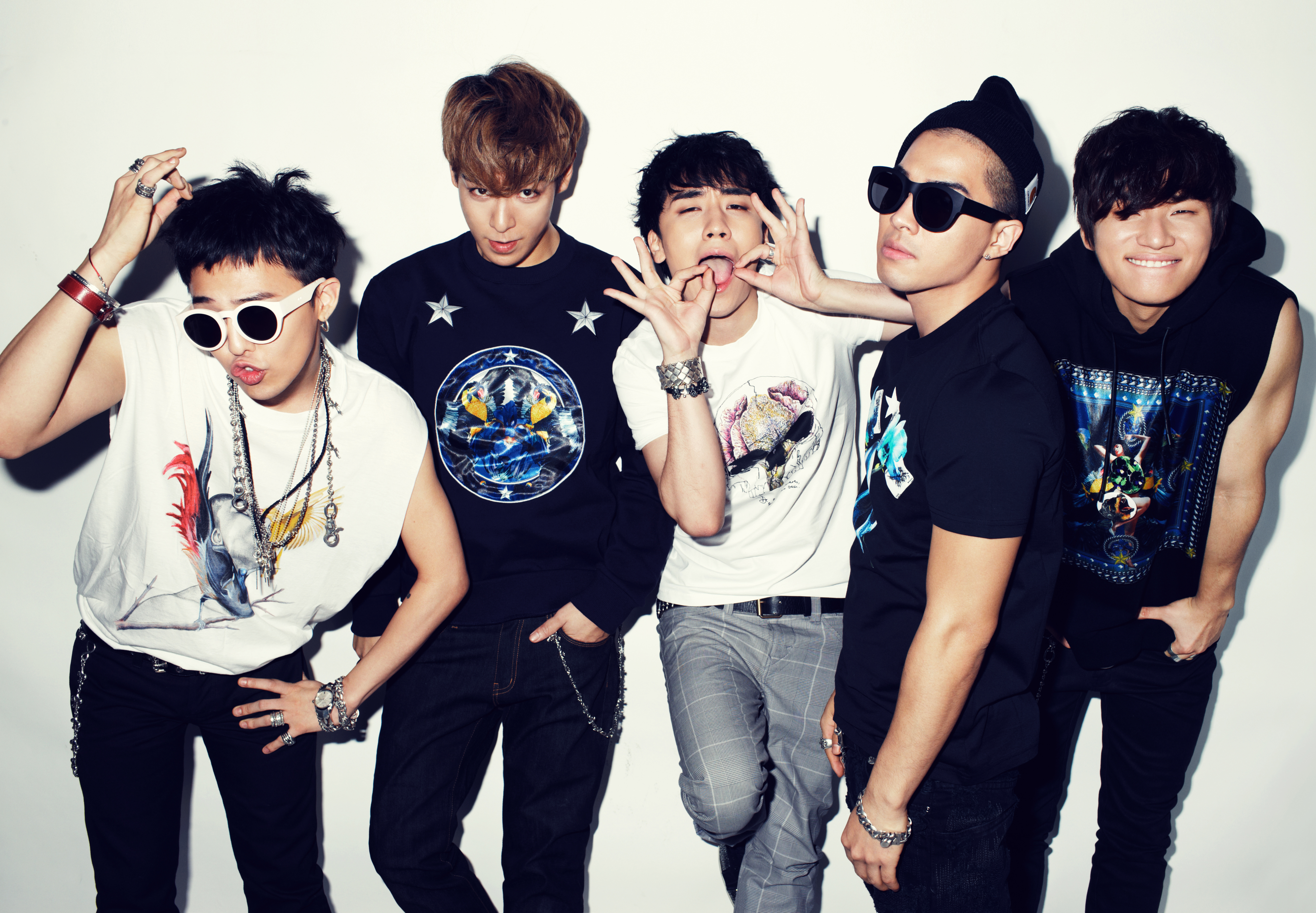
Big Bang conquistou o single de melhor desempenho do ano com "Bang Bang Bang". Seus três outros singles lançados no ano, também lideraram as paradas mensais, totalizando quatro canções em número um.

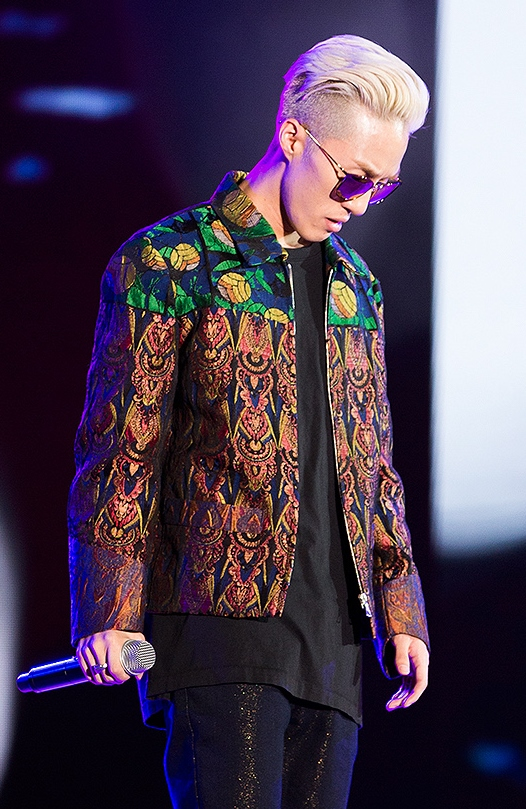
Zion.T liderou a parada semanal com cinco canções – tanto como artista principal quanto como participante.

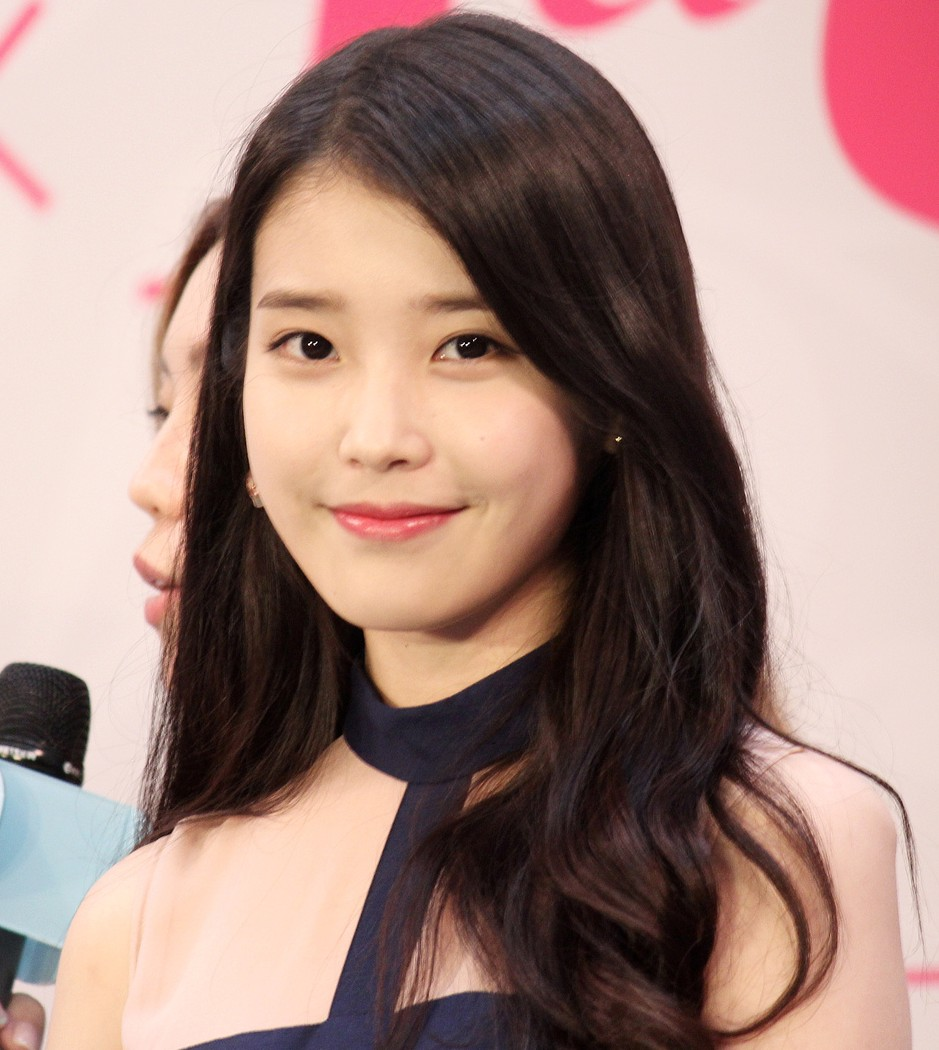
IU obteve três singles semanais em número um.

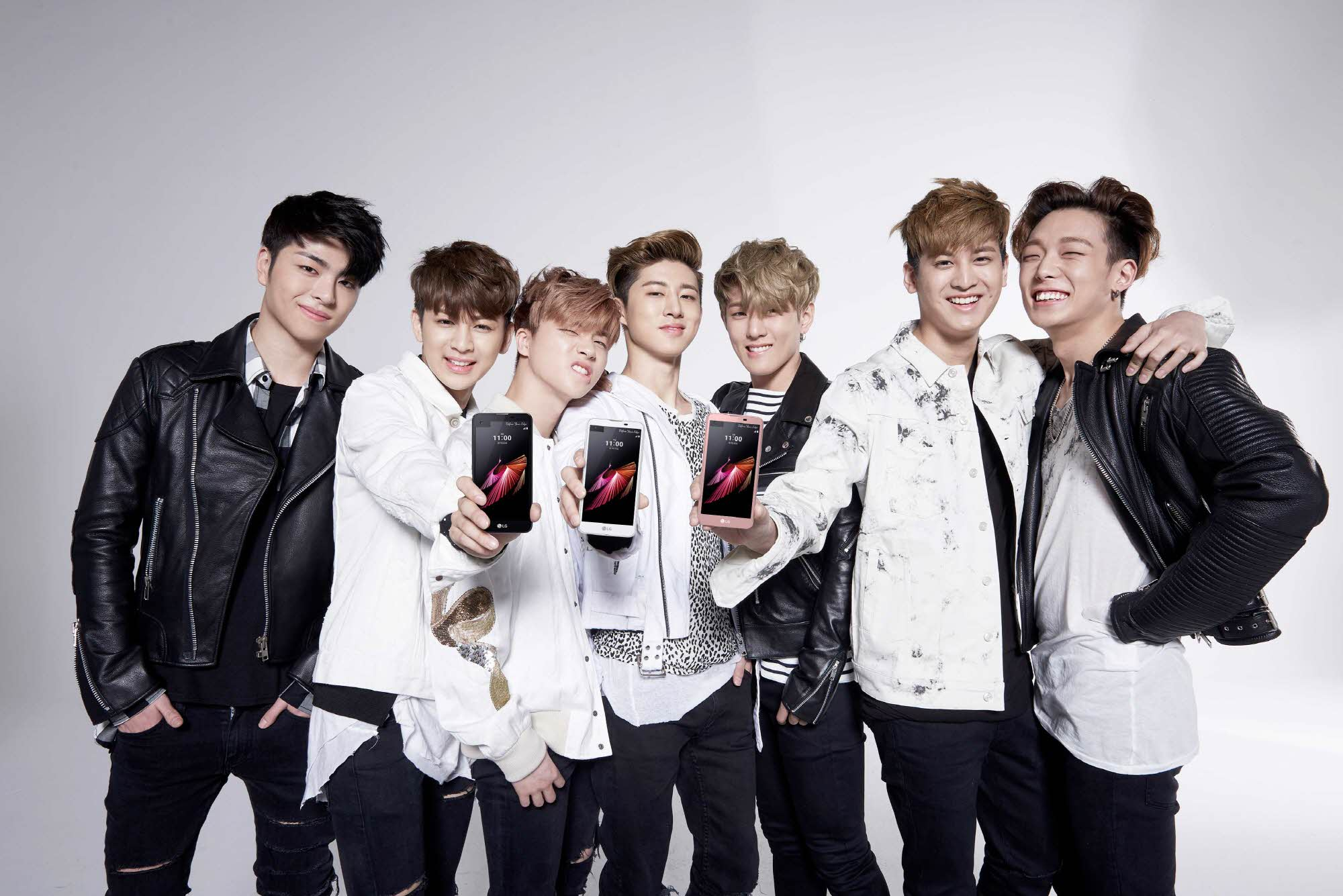
iKon obteve duas canções número um, incluindo seu single de estreia "My Type".

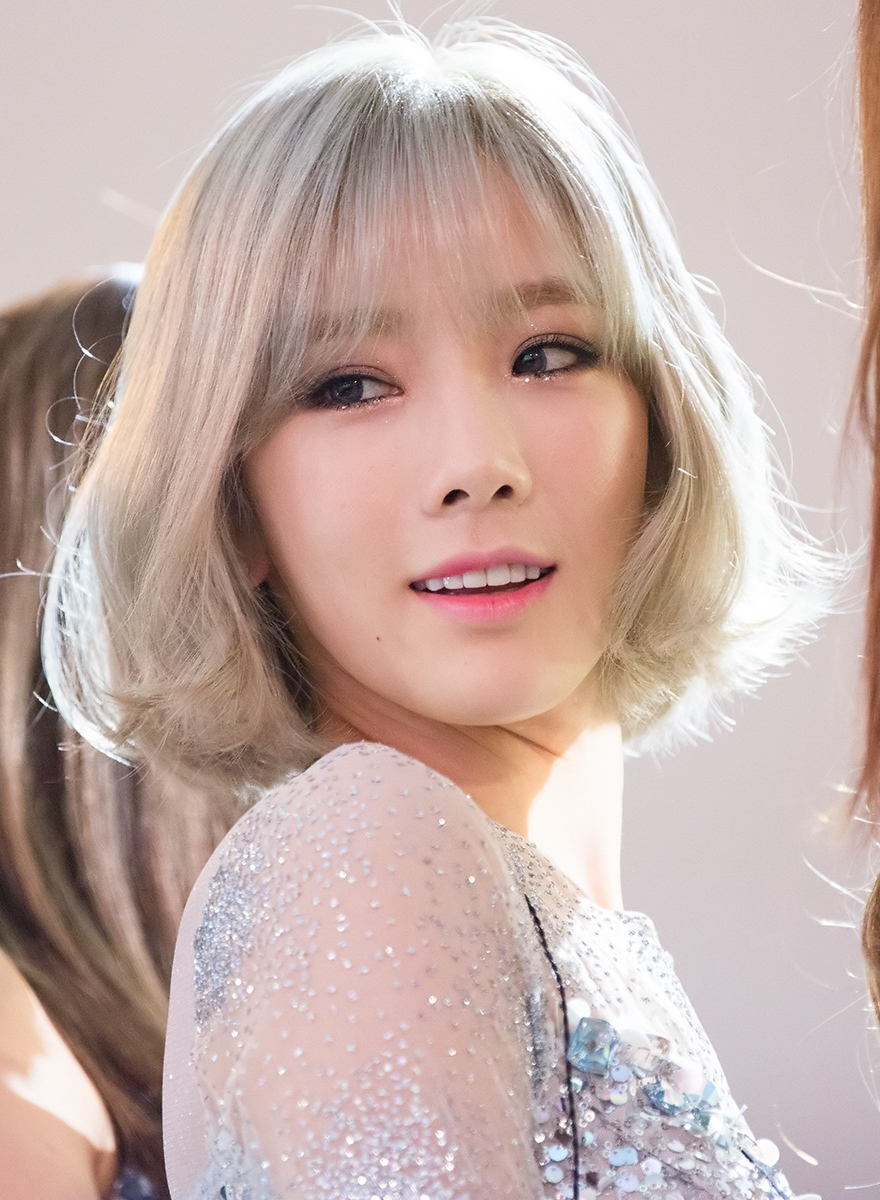
Taeyeon alcançou o número um com sua canção de estreia "I". O single "Party de seu grupo Girls' Generation, também chegou ao primeiro lugar.

| † | Indica o single de melhor desempenho de 2015 |

| Semana de       | Canção                   | Artista(s)                                | Total de downloads | Referência(s) |
| --------------- | ------------------------ | ----------------------------------------- | ------------------ | ------------- |
| 3 de janeiro    | "Up&Down"                | Exid                                      | 67,083             | [ 3 ]         |
| 10 de janeiro   | "Deja-Boo"               | Jonghyun (com participação de Zion.T)     | 128,542            | [ 4 ]         |
| 17 de janeiro   | "Fire"                   | Mad Clown (com participação de Jinsil)    | 180,252            | [ 5 ]         |
| 24 de janeiro   | "I Have To Forget You"   | Jung Seung Hwan & Park Yoon Ha            | 218,007            | [ 6 ]         |
| 31 de janeiro   | "Cry Again"              | Davichi                                   | 147,588            | [ 7 ]         |
| 7 de fevereiro  | "Just"                   | Zion.T & Crush                            | 217,817            | [ 8 ]         |
| 14 de fevereiro | "You From The Same Time" | Naul                                      | 164,060            | [ 9 ]         |
| 21 de fevereiro | "You From The Same Time" | Naul                                      | 99,299             | [ 10 ]        |
| 28 de fevereiro | "You From The Same Time" | Naul                                      | 73,534             | [ 11 ]        |
| 7 de março      | "Love Mash"              | MC Mong (com participação de Chancellor)  | 215,929            | [ 12 ]        |
| 14 de março     | "Love Mash"              | MC Mong (com participação de Chancellor)  | 88,662             | [ 13 ]        |
| 21 de março     | "Snow Of April"          | Huh Gak                                   | 222,026            | [ 14 ]        |
| 28 de março     | "Puss"                   | Shin Jimin & Iron                         | 164,512            | [ 15 ]        |
| 4 de abril      | "Only You"               | miss A                                    | 295,973            | [ 16 ]        |
| 11 de abril     | "Only You"               | miss A                                    | 152,259            | [ 17 ]        |
| 18 de abril     | "Who's Your Mama?"       | J.Y. Park (feat. Jessi)                   | 274,797            | [ 18 ]        |
| 25 de abril     | "Who's Your Mama?"       | J.Y. Park (feat. Jessi)                   | 111,155            | [ 19 ]        |
| 2 de maio       | "Loser"                  | Big Bang                                  | 256,398            | [ 20 ]        |
| 9 de maio       | "Loser"                  | Big Bang                                  | 223,076            | [ 21 ]        |
| 16 de maio      | "Loser"                  | Big Bang                                  | 121,787            | [ 22 ]        |
| 23 de maio      | "Heart"                  | IU                                        | 324,925            | [ 23 ]        |
| 30 de maio      | "View"                   | Shinee                                    | 77,304             | [ 24 ]        |
| 6 de junho      | "Bang Bang Bang" †       | Big Bang                                  | 339,856            | [ 25 ]        |
| 13 de junho     | "Love Me Right"          | Exo                                       | 93,114             | [ 26 ]        |
| 20 de junho     | "Shouldn't Have..."      | Baek A-yeon (com participação de Young K) | 145,898            | [ 27 ]        |
| 27 de junho     | "Shake It"               | Sistar                                    | 312,845            | [ 28 ]        |
| 4 de julho      | "If You"                 | Big Bang                                  | 308,120            | [ 29 ]        |
| 11 de julho     | "Party"                  | Girls' Generation                         | 256,390            | [ 30 ]        |
| 18 de julho     | "Comes And Goes"         | Hyukoh                                    | 195,640            | [ 31 ]        |
| 25 de julho     | "Yanghwa BRDG"           | Zion.T                                    | 191,082            | [ 32 ]        |
| 1 de agosto     | "Wi Ing Wi Ing"          | Hyukoh                                    | 142,612            | [ 33 ]        |
| 8 de agosto     | "Let's Not Fall in Love" | Big Bang                                  | 314,944            | [ 34 ]        |
| 15 de agosto    | "Let's Not Fall in Love" | Big Bang                                  | 145,026            | [ 35 ]        |
| 22 de agosto    | "Oppa’s Car"             | Incredivle, Tablo & Jinusean              | 198,694            | [ 36 ]        |
| 29 de agosto    | "Leon"                   | Park Myung Soo & IU                       | 522,121            | [ 37 ]        |
| 5 de setembro   | "Leon"                   | Park Myung Soo & IU                       | 137,989            | [ 38 ]        |
| 12 de setembro  | "Leon"                   | Park Myung Soo & IU                       | 83,872             | [ 39 ]        |
| 19 de setembro  | "My Type"                | iKon                                      | 294,185            | [ 40 ]        |
| 26 de setembro  | "Get Some Air"           | Gary (com participação de Minwoo)         | 336,357            | [ 41 ]        |
| 3 de outubro    | "Love Again"             | Lim Chang Jung                            | 218,830            | [ 42 ]        |
| 10 de outubro   | "I"                      | Taeyeon (com participação de Verbal Jint) | 313,950            | [ 43 ]        |
| 17 de outubro   | "No Make Up"             | Zion.T                                    | 306,517            | [ 44 ]        |
| 24 de outubro   | "Twenty-Three"           | IU                                        | 299,569            | [ 45 ]        |
| 31 de outubro   | "Twenty-Three"           | IU                                        | 193,384            | [ 46 ]        |
| 7 de novembro   | "Boys And Girls"         | Zico (com participação de Babylon)        | 256,632            | [ 47 ]        |
| 14 de novembro  | "Hug Me"                 | 4MEN                                      | 172,348            | [ 48 ]        |
| 21 de novembro  | "Apology"                | iKon                                      | 201,763            | [ 49 ]        |
| 28 de novembro  | "A Little Girl"          | Hyukoh                                    | 248,144            | [ 50 ]        |
| 5 de dezembro   | "Daddy"                  | Psy (com participação de CL)              | 296,737            | [ 51 ]        |
| 12 de dezembro  | "Eureka"                 | Zico (com participação de Zion.T)         | 223,567            | [ 52 ]        |
| 19 de dezembro  | "This Love"              | Yoon Mi-rae                               | 259,952            | [ 53 ]        |
| 26 de dezembro  | "Again"                  | Turbo (com participação de Yoo Jae-suk)   | 167,121            | [ 54 ]        |

## Histórico mensal
| Mês       | Canção                   | Artista(s)                                | Total de downloads | Posição de fim de ano | Ref    |
| --------- | ------------------------ | ----------------------------------------- | ------------------ | --------------------- | ------ |
| Janeiro   | "Fire"                   | Mad Clown (com participação de Jinsil)    | 471,252            | 35                    | [ 55 ] |
| Fevereiro | "You From The Same Time" | Naul                                      | 540,869            | 3                     | [ 56 ] |
| Março     | "Love Mash"              | MC Mong (com participação de Chancellor)  | 420,354            | 48                    | [ 57 ] |
| Abril     | "Only You"               | miss A                                    | 539,864            | 11                    | [ 58 ] |
| Maio      | "Loser"                  | Big Bang                                  | 771,212            | 2                     | [ 59 ] |
| Junho     | "Bang Bang Bang" †       | Big Bang                                  | 681,111            | 1                     | [ 60 ] |
| Julho     | "If You"                 | Big Bang                                  | 627,808            | 29                    | [ 61 ] |
| Agosto    | "Let's Not Fall In Love" | Big Bang                                  | 648,522            | 33                    | [ 62 ] |
| Setembro  | "Leon"                   | Park Myungsoo & IU                        | 324,094            | -                     | [ 63 ] |
| Outubro   | "I"                      | Taeyeon (com participação de Verbal Jint) | 673,941            | 39                    | [ 64 ] |
| Novembro  | "Boys And Girls"         | Zico (com participação de Babylon)        | 523,553            | 97                    | [ 65 ] |
| Dezembro  | "Daddy"                  | Psy (com participação de CL)              | 580,551            | -                     | [ 66 ] |